# Friedhof Am Palastweiher
Der Friedhof Am Palastweiher (auch Alter Friedhof genannt) ist einer von drei Friedhöfen in der Altstadt von Königswinter im Rhein-Sieg-Kreis in Nordrhein-Westfalen. Er geht auf das Jahr 1808 zurück und steht als Baudenkmal unter Denkmalschutz.

## Lage
Der Friedhof liegt am Rande der Altstadt unmittelbar östlich der rechtsrheinischen Eisenbahnstrecke zwischen der namensgebenden Straße Am Palastweiher im Westen und der Winzerstraße im Osten. Südlich grenzt das städtische Wilhelm-Auguste-Viktoria-Haus, nordwestlich grenzen Industrieflächen an.

## Geschichte
Der Friedhof wurde 1808 aufgrund einer unter französischer Besatzung erlassenen Verordnung angelegt und löste den Friedhof an der Pfarrkirche ab, von dem einige Grabkreuze hierher versetzt wurden. Die erste Beisetzung fand am 23. Mai 1808 statt. 1835, 1853 und 1894/95 erfolgten Erweiterungen des Friedhofs. Ende des 19. Jahrhunderts wurde das damals größte Wegekreuz in Königswinter mit einem altarförmigen Unterbau (errichtet 1725/26) auf den Friedhof versetzt. Nach einer starken Beschädigung gegen Kriegsende 1945 durch Granateinschläge wurde es in den 1950er-Jahren abgetragen.
1938 wurde der Friedhof letztmalig um etwa 15 Meter nach Süden hin erweitert. Seit der Anlage des neuen Friedhofs Oberweingartenweg 1960/61 wird der Friedhof Am Palastweiher auch „Alter Friedhof“ genannt. Die Eintragung des Friedhofs in die Denkmalliste der Stadt Königswinter erfolgte am 1. August 1988. Seit der Schließung des Friedhofs Oberweingartenweg für Neubelegungen zum Jahresbeginn 2011 ist er der einzige für herkömmliche Erd- und Urnenbestattungen offene Friedhof der Königswinterer Altstadt.

## Beschreibung
Die ältesten erhaltenen Grabstätten sind unter anderem einige als qualitätvoll geltende in neogotischen Formen aus der zweiten Hälfte des 19. Jahrhunderts. Zu den bekanntesten gehören neben dem mit einem Grabkreuz erhaltenen des letzten Mönchs der Abtei Heisterbach Aloys Olzem (1771–1859) und den Familiengräbern der Industriellenfamilien Mülhens, Lemmerz sowie der Familie Leonhart-Kurtzrock die Gräber von Stephan Freiherr von Sarter (1833–1902), Erbauer von Schloss Drachenburg, sowie eines späteren Besitzers dieses Anwesens, Paul Spinat (1904–1989). Die Friedhofskapelle ist ein neoromanischer Putzbau aus dem Beginn des 20. Jahrhunderts mit Portal in Werkstein; das Friedhofskreuz besteht aus Trachyt und umfasst einen mächtigen, gestuften Sockel sowie ein hohes Kreuz mit Steinkorpus.
Am Nordrand des Friedhofs befindet sich in einer von Hecke umgebenen Anlage ein Soldaten- und Ehrenfriedhof mit Gräbern von Gefallenen aus dem Ersten und Zweiten Weltkrieg nebst einem von der Stadt Königswinter gestifteten Kriegerdenkmal des Königswinterer Architekten und Bildhauers Franz Josef Krings.
- Gruftkapelle der Familie Leonhart-Kurtzrock
Die Ende des 19. Jahrhunderts errichtete Grabkapelle ist die Familiengruft der Familie Leonhart-Kurtzrock (auch Kurtzrock-Wellingsbüttel), die in der von ihr erbauten Villa Leonhart beheimatet war und 1935 mit dem Tod von Freiin Sophie von Leonhart-Kurtzrock (* 22. September 1852; † 22. August 1935) erlosch. Sie ist, nach außen geöffnet, in neogotischen Formen ausgeführt und besitzt im Innern Wappentafeln aus Holz.
- Grabstätte der Familie Lemmerz
Die vermutlich 1925 erbaute Grabstätte ist eine offene, flachgedeckte und tempelartige Marmorhalle in neoklassizistischen Formen. Auf dem Dach befanden sich ursprünglich zwei bronzene Feuerschalen. Die Familie Lemmerz ist in Königswinter insbesondere aufgrund des gleichnamigen Autoräderwerks bekannt, das Johann Lemmerz 1919 mit seinen Brüdern gründete und von seinem Sohn Paul Lemmerz fortgeführt wurde.
- Kriegerdenkmal auf dem Ehrenfriedhof
Das von Franz Josef Krings entworfene Kriegerdenkmal ist in Sandstein errichtet und besitzt eine altarartige Mensa mit totem liegendem Krieger, hinter der sich eine Schauwand mit Bronzetafeln befindet, auf denen die Namen der Gefallenen angeschrieben sind. Eingeweiht zu Allerheiligen (1. November) im Jahre 1929[13][14], wurde das Kriegerdenkmal in Folge des Zweiten Weltkriegs ergänzt.

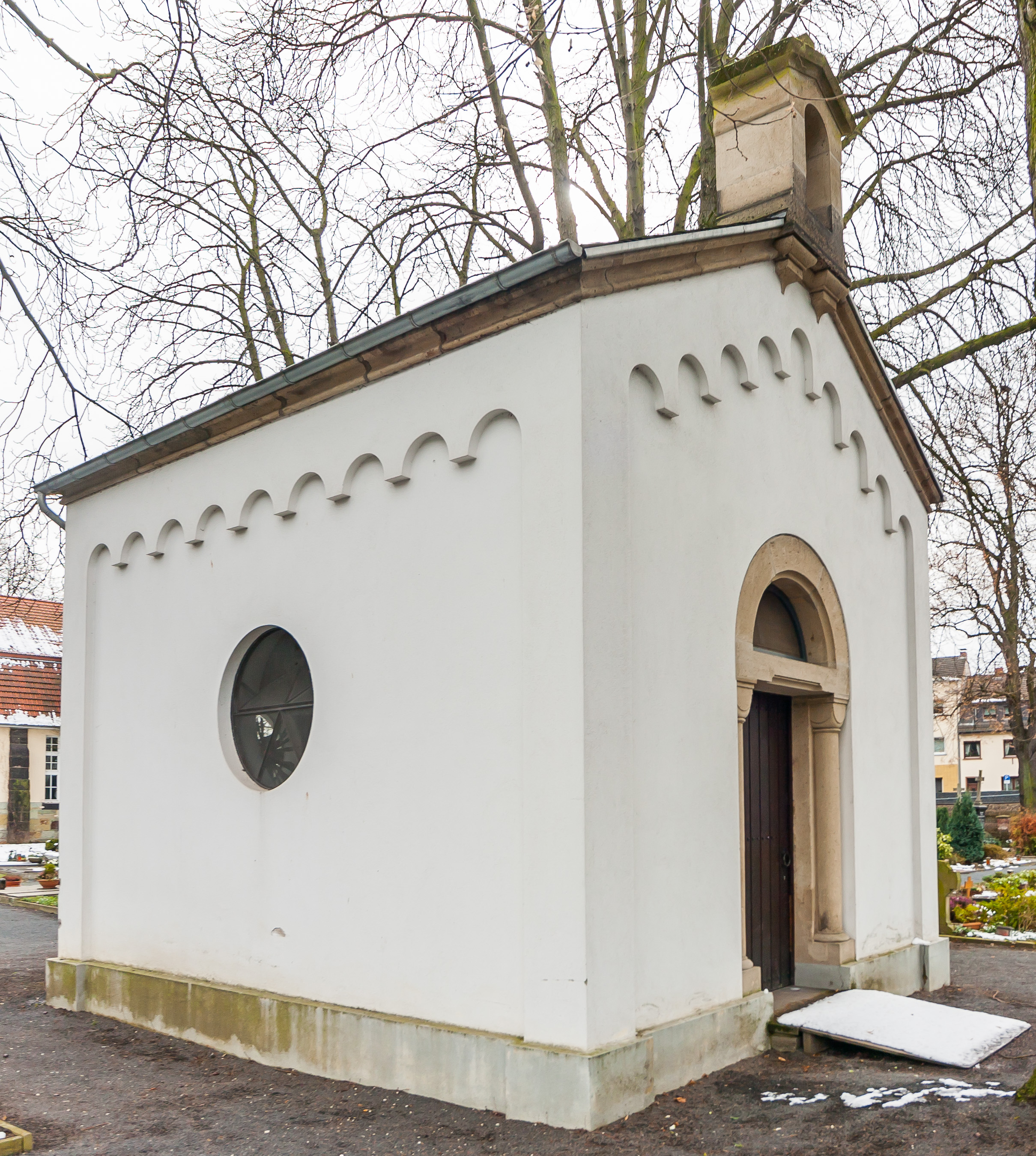
Friedhofskapelle
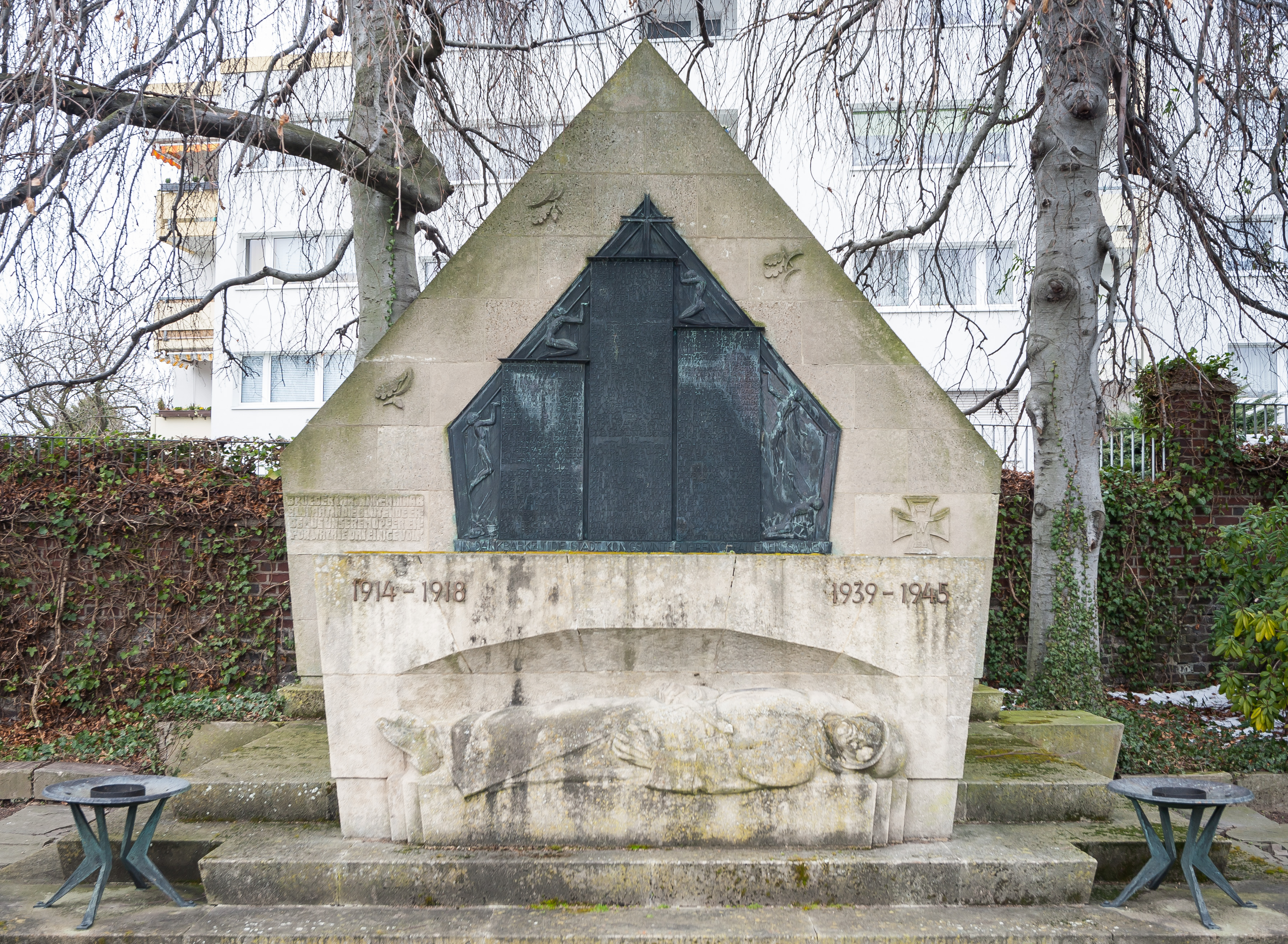
Kriegerdenkmal
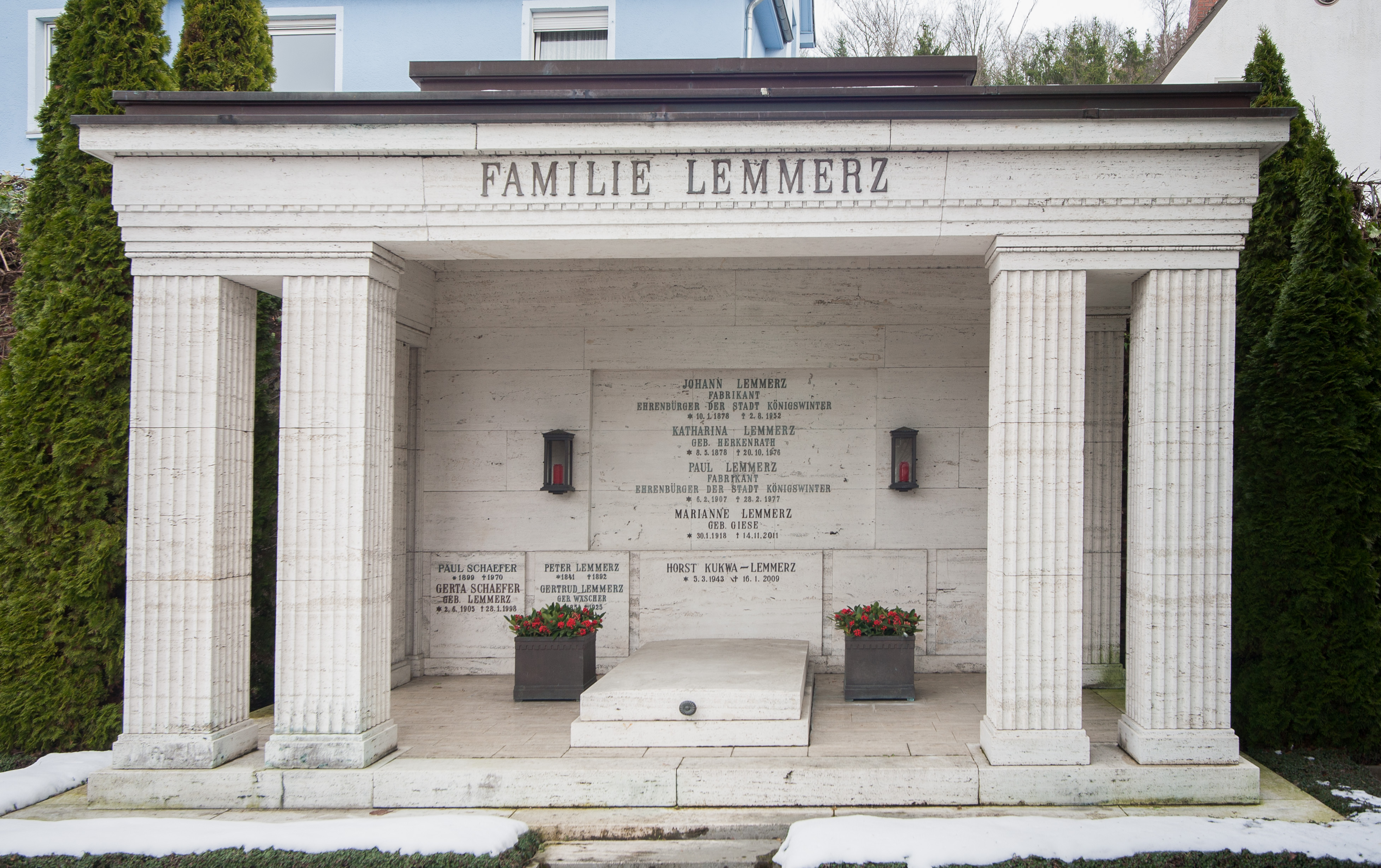
Grabstätte der Familie Lemmerz
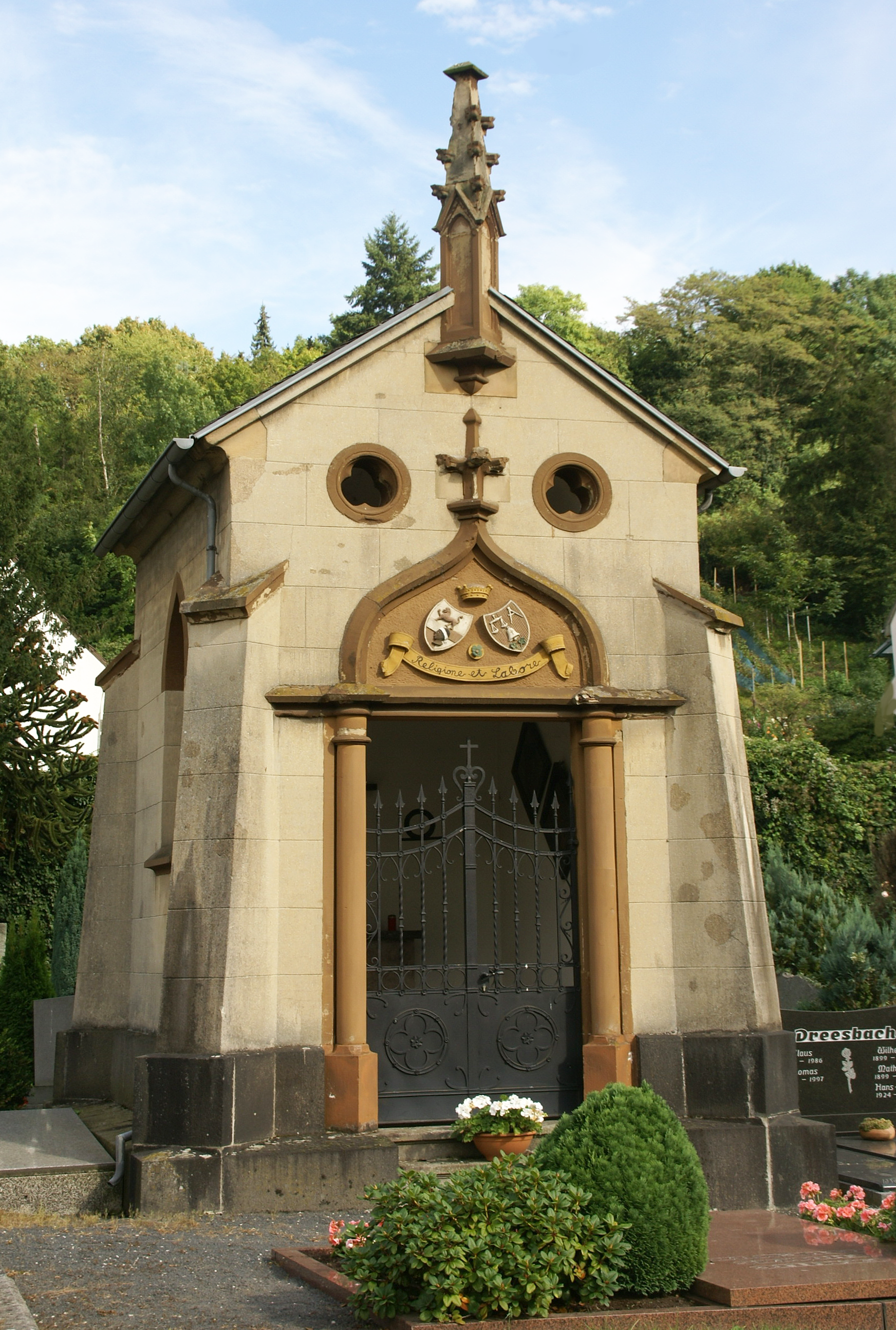
Gruftkapelle der Familie von Leonhart-Kurtzrock
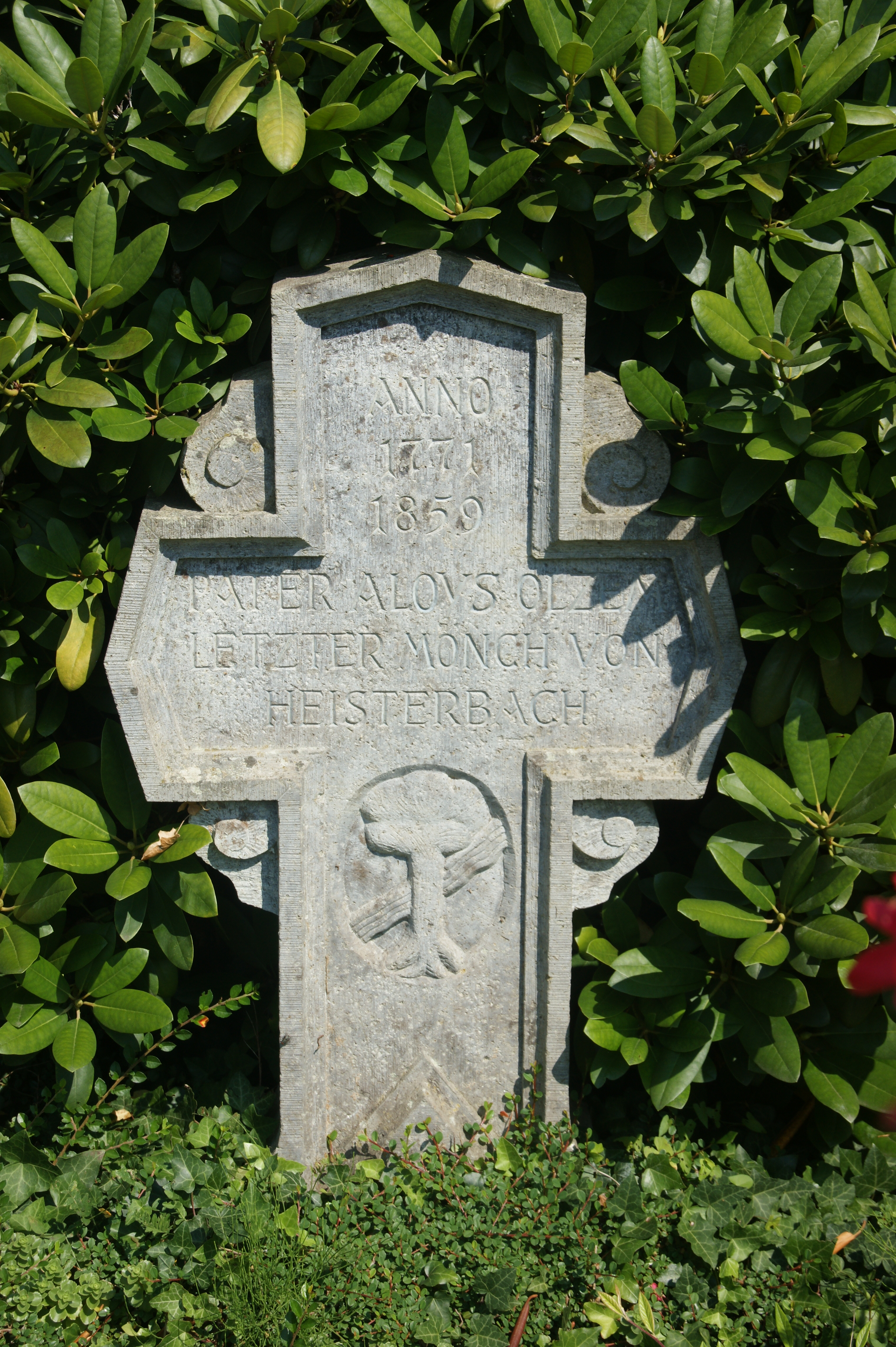
Grab von Aloys Olzem
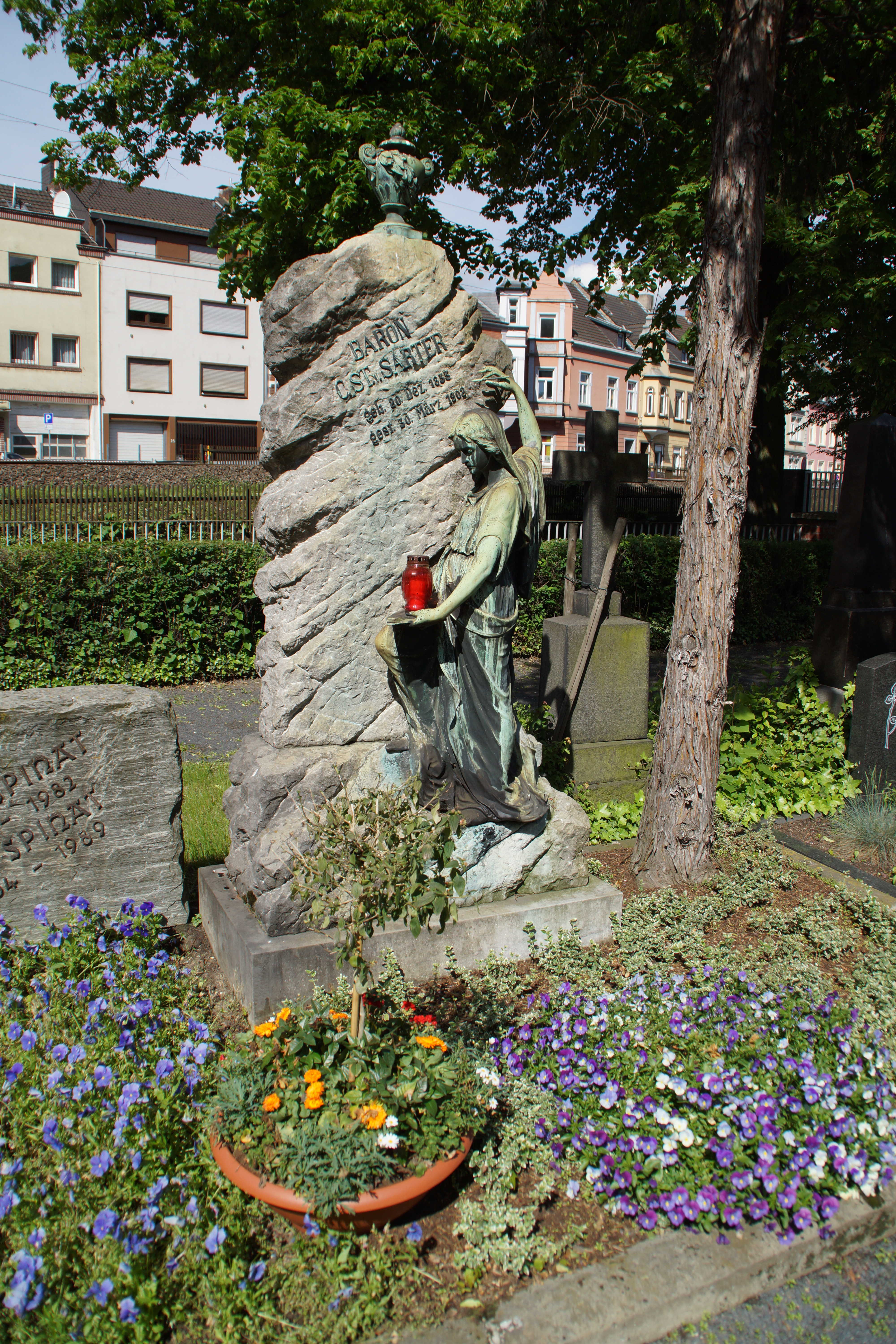
Grab Stephan Freiherr von Sarter
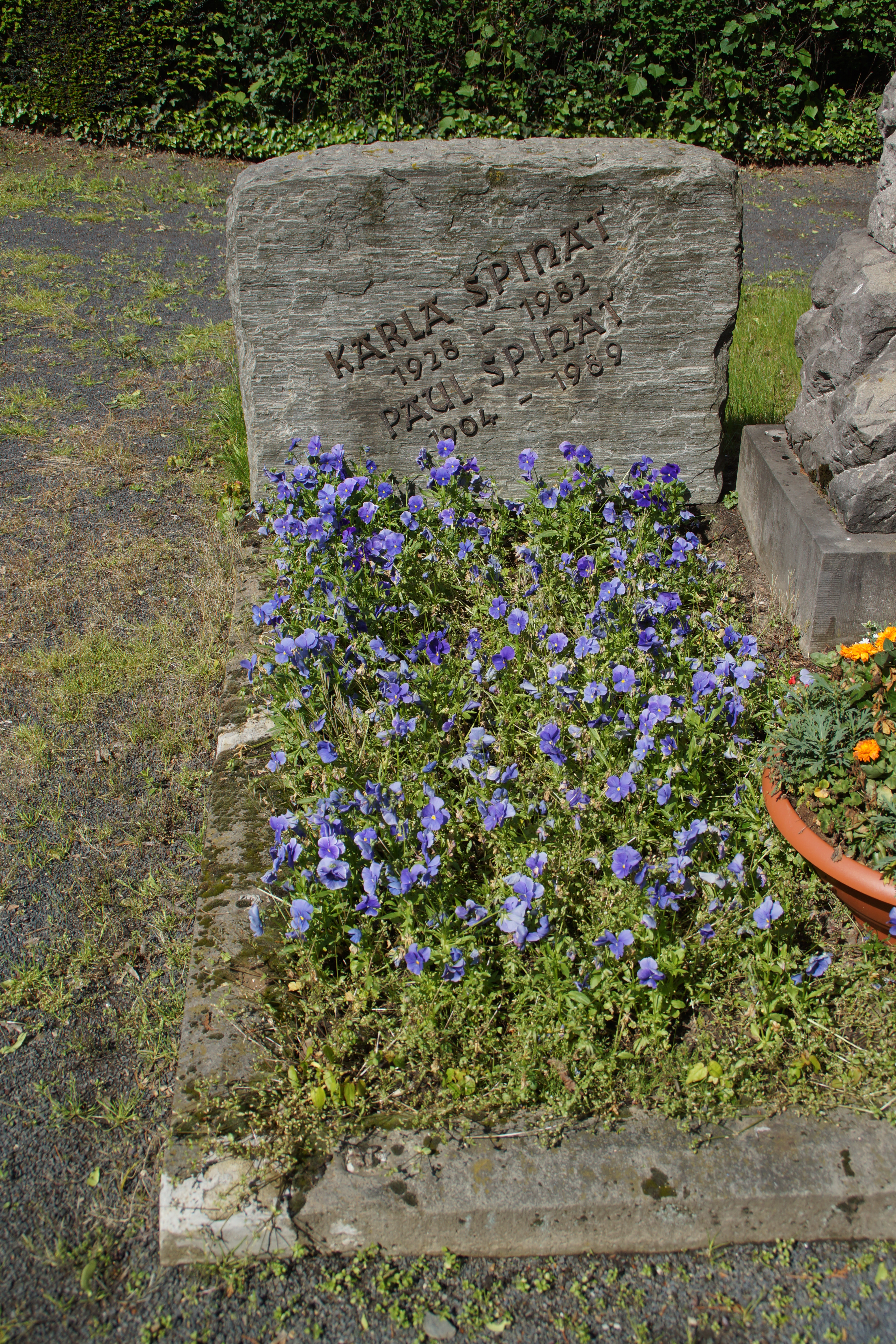
Grab Paul Spinat

## Beigesetzte Persönlichkeiten
- Clemens August von Schall (1748–1814), Offizier, Schriftsteller, Bürgermeister von Königswinter 1808–1814
- August Mirbach (1808–1891), Bürgermeister von Königswinter 1841–1890
- Stephan von Sarter (1833–1902), deutsch-französischer Investor und Spekulant
- Ferdinand Mülhens (1844–1928), Unternehmer und Gutsbesitzer
- Emma Bachem (1870–1929), Politikerin
- Paul Steiner (1876–1944), Archäologe
- Johann Lemmerz (1878–1952), Konstrukteur und Unternehmer
- Alfred Heiduschka (1875–1957), Lebensmittelchemiker
- Carl Feckes (1894–1958), römisch-katholischer Theologe und Dogmatiker
- Paul Lemmerz (1907–1977), Räderfabrikant und Stifter
- Paul Spinat (1904–1989), Unternehmer
- Eduard Rhein (1900–1993), Erfinder, Publizist, Schriftsteller und Journalist
- Günter Gnodtke (1910–1995), Diplomat
- Winfried Biesing (1919–2001), Richter und Heimatforscher
- Frieder Berres (1928–2016), Heimatforscher